# デスメタル
デスメタル (Death Metal) は、ヘヴィメタルのジャンルの一種。

## 概要
現在は特定の音楽性を指した言葉として定着しているが、そもそもは死や死体、地獄などが歌詞のテーマとして多く出てくるスラッシュメタルのバンドを形容した呼称だった。デスメタルのルーツは、スラッシュ・メタルであるとみられている。デスメタル・バンドに大きな影響を与えたのは、ヴェノム（イギリス）と、スレイヤーだった。スレイヤーはスラッシュ・メタル・バンドだが、メタリカ、メガデス、アンスラックスらに大きな影響を与えた。アグレッシブでよりエクストリームなスラッシュメタルと表現されたメタル・サウンドを展開したバンド、デスは「元祖デスメタル」と呼ばれた。
ナパーム・デス、セス・プットナム&アナル・カントらが有名なグラインドコアはデスメタルと音楽的に近い関係にあるが、こちらはハードコア・パンクのサブジャンルであるため、破滅的ではなく社会への不満を表明している点が異なる。ただし、ゴアグラインドは、テーマの点においても（やや指向が異なるものの）デスメタルと似通っている事が多い。アット・ザ・ゲイツやカーカス、ディスメンバーなどはいち早くデスメタルに叙情的なメロディを持ち込み、「メロディックデスメタル」と呼ばれるスタイルを開拓した。また、1990年代後半以降のアメリカに登場したダイイング・フィータス、ディーズ・オブ・フレッシュらの複雑かつキャッチーなサウンドを特徴とするデスメタルは、「ニュースクール」と呼ばれた。これに対して、モービッド・エンジェルやディーサイドなどの古くから活動しているバンドは「オールドスクール」と呼ばれる。

## 特徴
主なデスメタルの特徴としては、以下のような傾向が挙げられる。
- グロウリングは、クッキー・モンスター・ボーカルと、セサミストリートの声と皮肉られるが、デスメタルの攻撃的・叙情的な美学にあっている。[3]
- 歌詞のテーマは主に、死、死体、地獄、反宗教、異教信仰、性的倒錯、社会批判など。
- ダウンチューニングを施したギター、ベース。
- 高速のスラッシュビート、ブラストビートなどの特殊なドラムパターンの多用

デスメタルではブレイクダウンと呼ぶパートが一体となって形成するリフとリズムが、特に重要な役割を持っている。ヴォーカルは、グロウル/ガテラルなどと呼ばれる嗚咽のような咆哮、超低音が特徴である。ドラムスも重要なパートで、他のメタルジャンルと同様、高いテクニックを持つドラマーは、このジャンルにも何人か存在し、「ブラストビート」と呼ばれるビートを刻んでいる。ギターは、スラッシュメタルのようにリズムを刻むリフも多くあるが、蠢くような高速の単音リフや不気味なコードワークをジャンル固有の特徴としている。ツインギター/ツインリード編成のバンドが非常に多い。生粋のデスメタルにおいては流麗なギターリフは少ないが、独自の雰囲気を持ったリードを執ることが多い。また、モービッド・エンジェルやオビチュアリーなどギターソロに独自のメロディを盛り込んで個性を持たせているバンドも数多くいる。
ベースはギターの低音域を支えるだけの単純で目立たないものも多いが、カンニバル・コープスのようにテクニカルに動き回るベースリフを入れたり、ツインギターにあわせて高音を弾いてトリプルリードのような進行を作ったりするなど、幅広く用いられている。

## 歴史

### 1980年代
デスメタルは1980年代後半頃、スラッシュメタルの影響下に登場した。中でもカリフォルニアのポゼストは、デスメタルの成立に大きな影響をあたえている。。悪魔的な歌詞は、後にデスメタルと呼ばれる音楽の原点になっている。ポゼストの1stアルバムには、「Death Metal」というタイトルの曲も入っている。スラッシュメタルとデスメタルの架け橋となったバンドは他に、セルティック・フロスト、スローター、マスターなどがいる。また、デスメタルと直接の関係は無いものの、ソドムやスレイヤーもデスメタルのルーツとして挙げることができる。
1980年代後半に入ると、アメリカフロリダ州のタンパを中心にデス、オビチュアリーなど、第一世代のデスメタルバンドが続々と現れた。

また、最初期のデスメタルはハードコア色の強いスラッシュメタルが多かったが、この時期になるとデスメタルの独自のサウンドが確立されるようになる。
日本ではHellchildがスラッシュメタルのサウンドで活動していたが、Deathからの影響を受け徐々にデスメタルへと移行した。同時期に活動していたグラインドコアバンドMULTIPLEXと共に、当時の日本のデスメタル/グラインドコアシーンを作り上げていった。他にもVoidd、BELETH、NECROPHILEなどのバンドが存在した。

### 1990年代以降
1980年代の終わりから1990年代の初め、デスやオビチュアリー、モービッド・エンジェルはアンダーグラウンドのメタル・ファンの間で人気を集めた。。この時期のアルバムには、アメリカフロリダ州のタンパにあるレコーディングスタジオ「モリサウンド」で録音された物が多く、フロリダはUSデスメタル・シーンの中心だった。また、ジャケットのアートワークの多くは、新進気鋭のダン・シーグレイヴがつとめていた。スコット・バーンズも、数々のデスメタルバンドのプロデュースを手掛けた人物だった。
前述のバンドに加え、ディーサイド、カンニバル・コープスなどはアンダーグラウンドに留まらない商業的成功を収めた。サンライト・スタジオのあったスウェーデンもデスメタルの人気が高く、エントゥームドやディスメンバーが代表的なバンドに挙げられる。ただし、その後のスウェーデンのシーンはイエテボリのメロディックデスメタルが中核を担うようになり、純粋なデスメタルは衰退の道をたどる。ヨーロッパのデスメタルは全体的に見て、アメリカよりもディスチャージやセルティック・フロストの影響が強い。1990年代中頃になると、大手のレコード会社（特にロードランナー・レコード）がデスメタルバンドとの契約を取らないようになり、デスメタルのブームは収束の方向に向かう。
この時期はデスメタルの一般的なスタイルが定着すると共に、デスメタルのスタイルの分化も認められる。デスは4thアルバム『ヒューマン-Human』以降、変拍子や複雑なリフを主体とした曲を書くようになるが、デスやダン・スワノらのこのメタル・スタイルはテクニカルデスメタルもしくはプログレッシヴデスメタルと呼ばれている。。他ジャンルの要素を取り入れたエイシストやシニックもこのジャンルに含まれる。また、オートプシーはスロウパートの多さが特徴のドゥーミーなデスメタルを展開した。サフォケイションやクリプトプシーはフロリダのデスメタルより複雑なリフを特徴とし、1990年代後半のアメリカのシーンに大きな影響力を持つことになる。
1990年代後半のシーンは、1990年代前半と比べて全体的にアンダーグラウンドの役割が大きかった。独自のスタイルが確立されたテキサスやニューヨークでは、多くのデスメタルバンドが誕生した。日本ではGYZE、DEFILED、Chirch of Misery、VOMIT REMNANTS、Serpentらが活動した。アメリカでは、ブラストビートを主軸とし、次々とリフを変える複雑な演奏を特徴とするバンドが多く現れた。また、ファストパートからグルーヴィなミドルパートになだれ込む、ビートダウンも多くのバンドが使うようになる。サフォケイションなどは早くからビートダウンを使っていたが、1990年代後半に入りダイイング・フィータスやディバウメントのように影響力のあるバンドがビートダウンを取り入れたことで、多くのバンドが曲中にビートダウンを入れるようになった。
2000年代に入ってからは、アメリカ以外の国でもこれらニュースクールのバンドが出現し、今では主流のサウンドになっている。アメリカ以外では、ブラジルやメキシコなどのラテン・アメリカのバンドが独特のメタル・サウンドを持っている。また、ポーランドなどの東欧諸国も多くのデスメタルバンドを輩出している。アジアでは、日本や韓国でデスメタルバンドが活動した。日本ではGOREVENTやINFERNAL REVULSION、INFECTED MALIGNITY、WOUNDEEP、DISCONFORMITYなどが登場してシーンを盛り上げた。

## 主なレーベル
- Amputated Vein Records（アンピュテーテッド・ヴェイン・レコード）
- Black Mark Production（ブラック・マーク・プロダクション）
- Century Media（センチュリー・メディア）
- Deadsun Records（デッドサン・レコード）
- Earache Records（イヤーエイク・レコード）
- Konklav Records（コンクラヴ・レコード）
- Metal Blade Records（メタル・ブレイド・レコーズ）
- Nuclear Blast（ニュークリア・ブラスト）
- Osmose Productions（オスモス・プロダクション）
- Peaceville Records（ピースヴィル・レコード）
- Relapse Records（リラプス・レコード）

## 主なバンド一覧
※メロディックデスメタルのバンドについては、メロディックデスメタルの記事を参照。

### アメリカ
- Abiotic
- Atheist（エイシスト）
- Autopsy（オートプシー）
- Arsis（アーシス）
- Brain Drill（ブレイン・ドリル）
- Between The Buried And Me（ビトウィーン・ザ・バリード・アンド・ミー）
- Cannibal Corpse（カンニバル・コープス）
- Cattle Decapitation（キャトル・デカピテイション）
- Cryptopsy
- Cynic（シニック）
- Dååth（ドス）
- Death（デス）
- Deicide（ディーサイド）
- Devourment（ディヴァウアメント）
- Disgorge（ディスゴージ）
- Divine Heresy（ディヴァイン・ヘレシー）
- Dying Fetus（ダイイング・フィータス）
- The Faceless（ザ・フェイスレス）
- Hate Eternal（ヘイト・エターナル）
- Immolation (イモレイション)
- Job For A Cowboy（ジョブ・フォー・ア・カウボーイ）
- Malevolent Creation（マルヴォレント・クリエイション）
- Massacre（マサカー）en:massacre
- Morbid Angel（モービッド・エンジェル）
- Nile（ナイル）
- Nocturnus（ノクターナス）
- Obituary（オビチュアリー）
- Origin（オリジン）
- ポゼスト
- Six Feet Under（シックス・フィート・アンダー）
- Splattered Entrails（スプラッタード・エントレイルズ）
- Success Will Write Apocalypse Across the Sky（サクセス・ウィル・ライト・アポカリプス・アクロス・ザ・スカイ）
- Suffocation（サフォケイション）
- Suicide Silence（スーサイド・サイレンス）
- Vital Remains（ヴァイタル・リメインズ）
- Whitechapel（ホワイトチャペル）

### ウクライナ
- DATURA（ダトゥラ）
- Orbstruct[11]

### イギリス
- ボルト・スロワー
- Cancer
- Carcass（カーカス） ※中期
- エクストリーム・ノイズ・テラー
- Gorerotted（ゴアロテッド）
- My Dying Bride ※初期
- ナパーム・デス
- Paradise Lost（パラダイス・ロスト） ※初期
- Sylosis (サイロシス)
- Trigger the Bloodshed（トリガー・ザ・ブラッドシード）

### カナダ
- Beneath The Massacre
- Cryptopsy（クリプトプシー）
- Despised Icon（ディスパイズド・アイコン）
- Gorguts
- Kataklysm（カタクリズム）
- Neuraxis

### オーストラリア
- The Berzerker(ザ・バーザーカー)
- Disembowelment
- Mortfication

### ニュージーランド
- In Dread Response
- Ulcelate

### ドイツ
- Awaiting The Autopsy（アウェイティング・ジ・オートプシー）
- Anasarca
- Disbelief（ディスビリーフ）
- Lemming Project
- Morgoth
- Necrophagist（ネクロファジスト）
- Obscura（オブスキュラ）

### フランス
- Gojira (ゴジラ)
- Misanthrope (ミサントロプ)
- Scarve (スカーヴ)
- Yyrkoon (イイルクーン)

### ベルギー
- Aborted en:Aborted

### イタリア
- Fleshgod Apocalypse (フレッシュゴッド・アポカリプス)
- Necrodeath
- Sadist （サディスト）

### スウェーデン
- Bloodbath（ブラッドバス）
- Carnage（カーネイジ）
- Centinex（センティネクス）
- Ceremonial Oath（セレモニアル・オース）
- Deranged（ディランジッド）
- Dismember（ディスメンバー）
- アース・エネミー
- Entombed（エントゥームド）
- Grave (グレイヴ)
- Hypocrisy（ヒポクリシー）※初期
- Miseration（ミザレーション）
- Necrophobic（ネクロフォビック）
- Therion（セリオン）※初期
- Tiamat（ティアマット）※初期
- Unleashed（アンリーシュド）
- Opeth（オーペス）

### ノルウェー
- Cadaver（カダヴァー）
- In Vain（イン・ヴェイン）
- Zyklon（ザイクロン）

### フィンランド
- Amoral（アモラル）※2008年以前
- バソリー
- Festerday（フェスターデイ）
- Sentenced (センテンスト) ※初期

### デンマーク
- MNEMIC
- Thorium

### オーストリア
- Belphegor（ベルフェゴール）
- Pungent Stench

### オランダ
- Asphyx nl:Asphyx
- Brutus
- Disavowed
- Gorefest
- Hail of Bullets（ヘイル・オブ・ブレッツ）
- Pestilence（ペスティレンス）
- Pyaemia
- Severe Torture

### スペイン
- Wormed

### ポーランド
- Behemoth（ベヒーモス）
- Decapitated (ディキャピテイテッド)
- Deivos
- Dies Irae(ディエズ・イラエ)
- Hate(ヘイト)
- Lost Soul
- Vader（ヴェイダー）
- Yattering

### チェコ
- Godless Truth
- Hypnos（ヒプノス）

### メキシコ
- The Chasm en:The Chasm

### ブラジル
- Abhorrence
- Krisiun（クリジウン）
- Nephasth
- Raebellion
- Sepultura（セパルトゥラ）

### 日本
- Abort Mastication
- Amygdara
- 妖神楽 AYAKASI KAGURA
- BEREAVED
- Death I Am
- Defiled
- GYZE（ギゼ）
- Inhuman Devotion
- Myocardial Infarction
- Rest In Gore
- 懺鉄
- Serpent（サーペント）
- SUBCONSCIOUS TERROR
- Vomit Remnants
- Parasitario

## 関連ジャンル
- ブルータル・デスメタル
- テクニカルデスメタル
- グラインドコア
- メロディックデスメタル
- デスラッシュ
- デスコア
- ドゥームメタル
- デス・ドゥーム
- ブラックメタル
- メタル・コア
- スラッシュメタル
- プログレッシヴ・メタル